# Kratki pregibač prstiju
Kratki pregibač prstiju (lat. musculus flexor digitorum brevis) mišić je stražnje strane stopala. Mišić inervira lat. nervus plantaris medialis. 

## Polazište i hvatište
Mišić polazi s petne kosti i plantarne aponeuroze, u sredini stopala se dijeli u četiri snopa koji prelaze u tetive. Svaka od tetiva se u razini proksimalnog članka podijeli u dvije, koje se hvataju na srednje članke 2., 3., 4. i 5. prsta. 